# Caught in the Act
Caught in the Act (CITA) ist eine britisch-niederländische Boygroup, die 1992 von Cees van Leeuwen gegründet wurde und bis 1998 bestand. Ihr Durchbruch erfolgte 1994 nach Gastauftritten in der deutschen Seifenoper Gute Zeiten, schlechte Zeiten. Bis zu ihrer Auflösung verkaufte die Band weltweit mehr als 20 Millionen Tonträger und wurde von 1995 bis 1997 23 Mal auf dem Cover der Jugendzeitschrift Bravo abgebildet. Im Dezember 2015 starteten drei Bandmitglieder ein Comeback.

## Geschichte

### 1992–1995: Gründung und erstes Debüt-AlbumCaught in the Act of Love
Lee Baxter ist Waliser, Benjamin Boyce ist Engländer, Eloy de Jong und Bastiaan Ragas Niederländer. Die vier Bandmitglieder konnten sich 1992 gegen 750 Bewerber durchsetzen. Anschließend entschied man sich es geheim zu halten, dass die Band durch ein Casting entstand. Laut offizieller Version wurde die Band von den Schulfreunden Benjamin Boyce, Eloy de Jong und Bastiaan Ragas gegründet, die sich zufällig in Amsterdam wieder begegneten und beschlossen, zusammen eine Boyband zu gründen. Später holten sie Lee Baxter hinzu, mit dem Boyce eine Schauspielschule besucht haben soll. Der Name der Band, der auf Deutsch „Auf frischer Tat ertappt“ bedeutet, sei auf eine Zeitungsschlagzeile zurückzuführen, die ein Bild von Madonna mit ihrem damaligen Liebhaber betitelte.
Ende 1992 erschien die erste Single Gonna Make You Mine und im Frühjahr 1993 folgte Hey You. Aber erst mit der dritten Single Take Me To The Limit, die im April 1994 erschien, konnten Caught in the Act einen ersten Charterfolg in Holland erzielen.
Der Durchbruch im deutschsprachigen Raum gelang nach Gastauftritten im November 1994 in der RTL-Seifenoper Gute Zeiten, schlechte Zeiten, bei der sie in zehn Folgen mitwirkten und ihre Single Love Is Everywhere präsentierten. Anschließend konnte sich die Single auf Platz 10 in den deutschen Single-Charts platzieren und wurde nach sechs Monaten mit einer Goldenen Schallplatte für 250.000 verkaufte Einheiten ausgezeichnet. Im Spätsommer 1995 folgte das Debüt-Album Caught in the Act of Love, welches in den West Side Studios in London in Zusammenarbeit mit dem Produzenten Steve Mac aufgenommen wurde und im November 1995 ebenfalls Gold-Status erreichte. Als zweite Single-Auskopplung folgte das Rick-Astley-Cover My Arms Keep Missing You und anschließend die Balladen Let This Love Begin und You Know.
Im Dezember 1995 wurden sie während ihrer Christmas Tour von Just Friends und den Backstreet Boys begleitet.

### 1996: Zweites AlbumForever Friendsund internationale Erfolge
Als Vorbote zum zweiten Album erschien nach einer fünfmonatigen Veröffentlichungspause die Single Don't Walk Away, die 1996 den 9. Platz erreichte und ebenfalls mit einer Goldenen Schallplatte ausgezeichnet wurde. Das Album Forever Friends konnte sich erfolgreich auf Platz 2 in den deutschen Album-Charts platzieren und erreichte ebenfalls Gold-Status. Auch in Österreich konnte sich das Album mit Platz 7 und in der Schweiz mit Platz 9 in den Top 10 der Album-Charts platzieren. Im März 1996 veröffentlichten Caught in the Act Love Is Everywhere in Japan und absolvierten dort im April 1996 eine Werbekampagne, bevor sie in Deutschland ihre Forever Friends-Tournee starteten. Zudem absolvierte die Band 1996 noch Werbekampagnen in Australien und Südafrika.

### 1997–1998: Drittes AlbumVibeund überraschende Bandauflösung
Das dritte Album Vibe wurde im August 1997 veröffentlicht und platzierte sich auf Platz 4 der deutschen Album-Charts. Als Singles wurden Do It For Love und das Styx-Cover Babe veröffentlicht.
Bei der Bravo Super Show 1998 präsentierten Caught in the Act ihren neuen Song Baby Come Back. Im Juli 1998 erschien die Single Hold On. Kurz darauf gab das Management am 1. August 1998 das Ende der Band bekannt. Die Entscheidung über das Bandende wurde vom Management getroffen, da Benjamin Boyce entschied auszusteigen. Boyce war nicht mehr glücklich in der Band, da er seine eigenen Songs schreiben wollte und vom Management gezwungen wurde, seine Beziehung zu der Viva-Moderatorin Aleksandra Bechtel geheim zu halten. Zeitgleich stand für die Band das Angebot im Raum in Amerika durchzustarten und das Management erwog die Möglichkeit, da die US-Plattenfirma auf vier Bandmitglieder bestand, einen neuen vierten, jungen Mann hinzuzuholen. Obwohl die anderen drei Mitglieder weiter machen wollten, kam es für sie nicht in Frage Boyce nach sechs Jahren zu ersetzen. Aufgrund der Streitigkeiten beschloss das Management die Band aufzulösen. Die Bandmitglieder erfuhren erst mit der Trennungsmeldung vom Aus der Band.
Caught in the Act trennten sich am 16. August 1998 nach einem Abschiedskonzert in Magdeburg. Am 24. August 1998 erschien das Best-Of-Album We Belong Together: 6 Years of Success. Am 23. November 1998 folgte das Album Solo 4 C.I.T.A., welches neben der finalen CITA-Single I Wanna Stay with You Forever jeweils aus drei Solo-Liedern der vier Bandmitgliedern besteht.

### 2015–2016: Reunion und Comeback-AlbumBack for Love

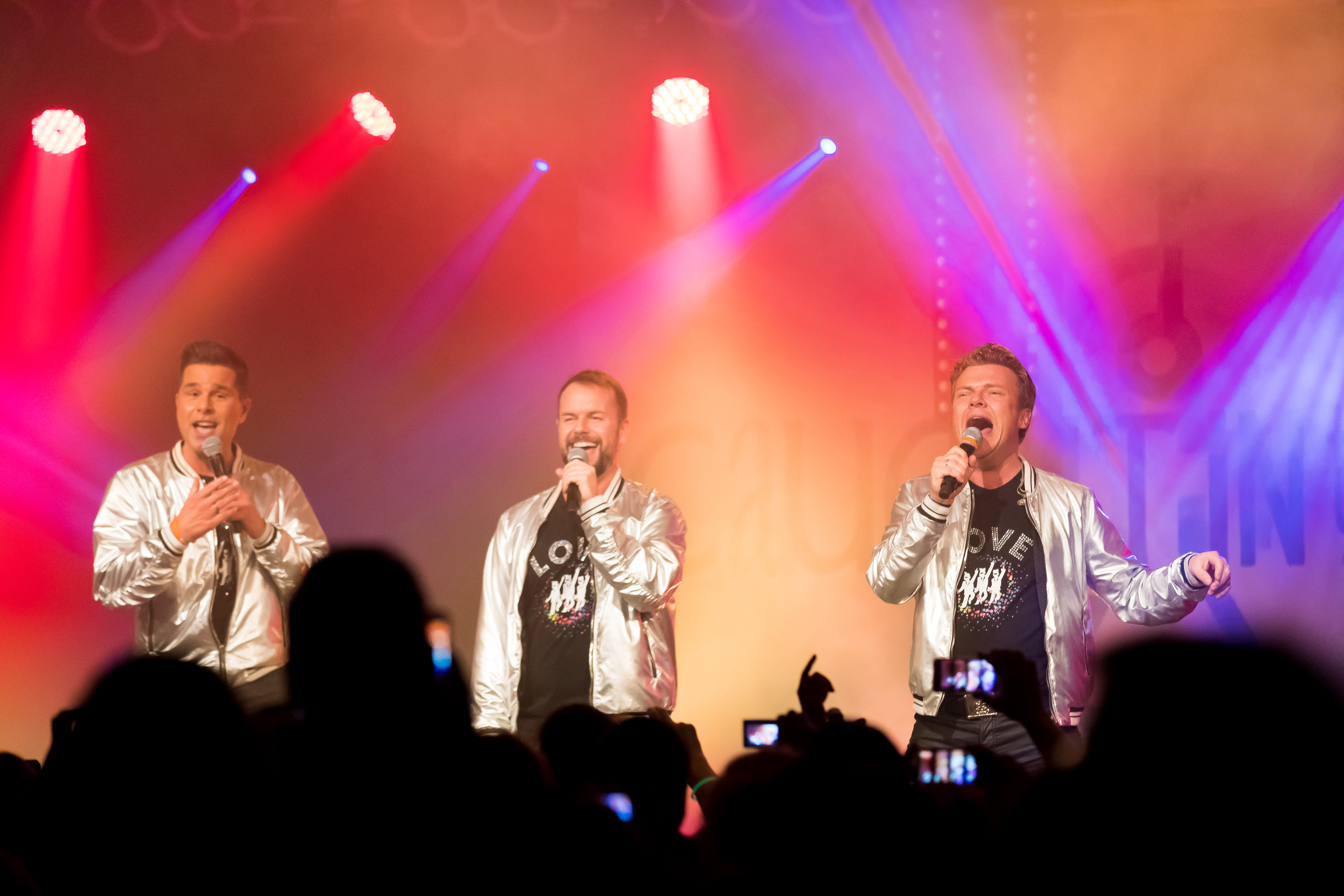
Caught in the Act während ihrer Love is everywhere 2016-Tour in Mannheim

Im Januar 2015 erschien parallel zu Benjamin Boyces Teilnahme an der RTL-Reality-Sendung Ich bin ein Star – Holt mich hier raus! eine CD-Box mit sämtlichen veröffentlichten Singles.
Am 1. April 2015 trafen sich die vier Bandmitglieder das erste Mal seit der Trennung wieder. Die Bandmitglieder erwogen eine mögliche Reunion, die Boyce in einem Interview für 2016 in Aussicht stellte. Zum Jahreswechsel 2015/16 traten Caught in the Act in der ZDF-Sendung  Willkommen am Brandenburger Tor auf. Der Auftritt bildete den Auftakt zu einer Reunion, die allerdings ohne Boyce stattfindet, der sich zu Gunsten seiner Solo-Karriere gegen ein Comeback mit Caught in the Act entschied. Am 29. Dezember 2015 erschien hierzu die Single Love Is Everywhere 2016. Am 18. November 2016 erschien das neue Lied Back for Love. Das gleichnamige Album folgte am 25. November 2016 und beinhaltet neben Neuauflagen der alten Hits auch zwei neue Lieder und eine Coverversion von Last Christmas. Zudem absolvieren Caught in the Act die Love is Everywhere 2016-Tour. Der Tourauftakt fand am 18. November 2016 in Zürich statt und beinhaltete anschließend Konzerte in 16 deutschen Städten.

### Ab 2017:Celebration of Love, Solo-Projekte und Ausstieg von Eloy de Jong

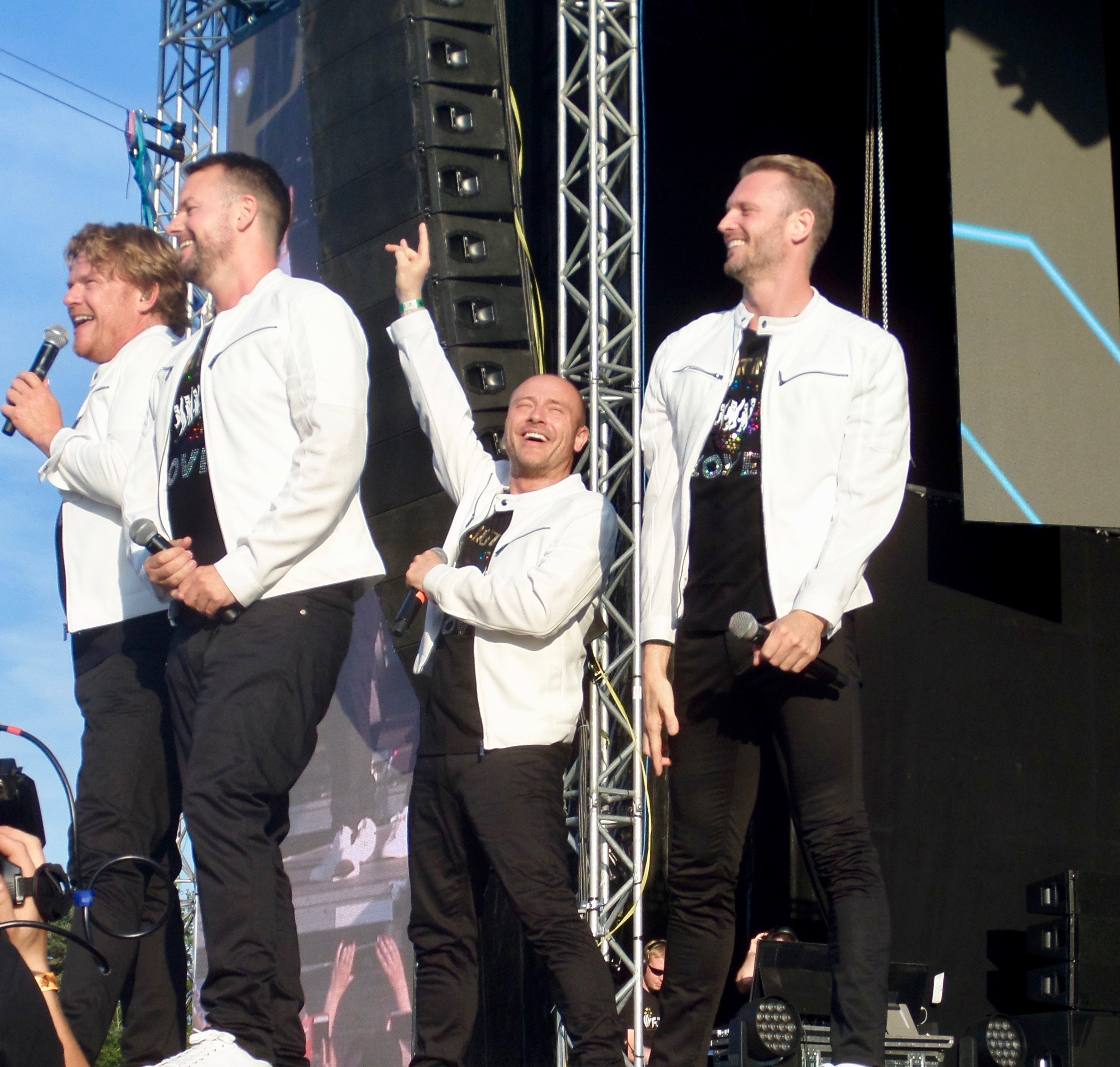
Caught in the Act 2019 in neuer Besetzung: Axel de Graaf und Sjoerd Hermens (hintere Reihe)

Ende Juli 2017 stellten Caught in the Act im ZDF-Fernsehgarten ihre neue Single Celebration of Love vor. Anschließend konzentrierten sich die Bandmitglieder vermehrt wieder auf Solo-Projekte und absolvierten nur noch vereinzelte Auftritte zusammen als Band. Bastiaan Ragas nahm an der Tanzshow Let’s Dance teil und absolvierte eine Lese-Tour zu seinem Buch Kinderkacke. Lee Baxter und Eloy de Jong veröffentlichten Solo-Alben. Vor allem Eloy de Jong konnte mit seinem Schlageralbum Kopf aus – Herz an große Erfolge erzielen und damit Platz 1 der deutschen Album-Charts erreichen. Zu Gunsten seiner Solo-Karriere gab er im März 2019 seinen Bandausstieg bekannt. Bastiaan Ragas und Lee Baxter führen die Band mit zwei neuen Mitgliedern weiter fort. Den ersten gemeinsamen Auftritt in neuer Besetzung hatte die Band am 1. Juni 2019 in Vechta bei der Veranstaltung 90er Live.
Nach einer 2,5-jährigen Auftrittspause, die der COVID-19-Pandemie geschuldet war, schied Sjoerd Hermens aus der Band aus und wurde im Juni 2022 durch Marcel Vogelaar ersetzt.

## Zeitleiste: Bandmitglieder
| Mitglied | Mitglied        | 1992 | 1992 | 1993 | 1993 | 1994 | 1994 | 1995 | 1995 | 1996 | 1996 | 1997 | 1997 | 1998 | 1998 | […] | […] | 2015 | 2015 | 2016 | 2016 | 2017 | 2017 | 2018 | 2018 | 2019 | 2019 | 2020 | 2020 | 2021 | 2021 | 2022 | 2022 | 2023 |
| -------- | --------------- | ---- | ---- | ---- | ---- | ---- | ---- | ---- | ---- | ---- | ---- | ---- | ---- | ---- | ---- | --- | --- | ---- | ---- | ---- | ---- | ---- | ---- | ---- | ---- | ---- | ---- | ---- | ---- | ---- | ---- | ---- | ---- | ---- |
|          | Benjamin Boyce  |      |      |      |      |      |      |      |      |      |      |      |      |      |      |     |     |      |      |      |      |      |      |      |      |      |      |      |      |      |      |      |      |      |
|          | Eloy de Jong    |      |      |      |      |      |      |      |      |      |      |      |      |      |      |     |     |      |      |      |      |      |      |      |      |      |      |      |      |      |      |      |      |      |
|          | Bastiaan Ragas  |      |      |      |      |      |      |      |      |      |      |      |      |      |      |     |     |      |      |      |      |      |      |      |      |      |      |      |      |      |      |      |      |      |
|          | Lee Baxter      |      |      |      |      |      |      |      |      |      |      |      |      |      |      |     |     |      |      |      |      |      |      |      |      |      |      |      |      |      |      |      |      |      |
|          | Axel de Graaf   |      |      |      |      |      |      |      |      |      |      |      |      |      |      |     |     |      |      |      |      |      |      |      |      |      |      |      |      |      |      |      |      |      |
|          | Sjoerd Hermens  |      |      |      |      |      |      |      |      |      |      |      |      |      |      |     |     |      |      |      |      |      |      |      |      |      |      |      |      |      |      |      |      |      |
|          | Marcel Vogelaar |      |      |      |      |      |      |      |      |      |      |      |      |      |      |     |     |      |      |      |      |      |      |      |      |      |      |      |      |      |      |      |      |      |

## Diskografie

### Studioalben
| Jahr | Titel                     | Höchstplatzierung, Gesamtwochen, AuszeichnungChartplatzierungen (Jahr, Titel, Platzierungen, Wochen, Auszeichnungen, Anmerkungen) | Höchstplatzierung, Gesamtwochen, AuszeichnungChartplatzierungen (Jahr, Titel, Platzierungen, Wochen, Auszeichnungen, Anmerkungen) | Höchstplatzierung, Gesamtwochen, AuszeichnungChartplatzierungen (Jahr, Titel, Platzierungen, Wochen, Auszeichnungen, Anmerkungen) | Anmerkungen                             |
| Jahr | Titel                     | DE | AT | CH | Anmerkungen                             |
| ---- | ------------------------- | --- | --- | --- | --------------------------------------- |
| 1995 | Caught in the Act of Love | DE6 Gold · (53 Wo.)DE | AT19 Gold · (16 Wo.)AT | CH18 (20 Wo.)CH | Erstveröffentlichung: 19. Juni 1995     |
| 1996 | Forever Friends           | DE2 Gold · (21 Wo.)DE | AT5 (16 Wo.)AT | CH5 (12 Wo.)CH | Erstveröffentlichung: 13. Mai 1995      |
| 1997 | Vibe                      | DE4 (12 Wo.)DE | AT12 (10 Wo.)AT | CH14 (10 Wo.)CH | Erstveröffentlichung: 30. Juni 1997     |
| 1998 | Solo 4 C.I.T.A.           | DE54 (1 Wo.)DE | — | — | Erstveröffentlichung: 23. November 1998 |

### Kompilationen
| Jahr | Titel                                  | Höchstplatzierung, Gesamtwochen, AuszeichnungChartplatzierungen (Jahr, Titel, Platzierungen, Wochen, Auszeichnungen, Anmerkungen) | Höchstplatzierung, Gesamtwochen, AuszeichnungChartplatzierungen (Jahr, Titel, Platzierungen, Wochen, Auszeichnungen, Anmerkungen) | Anmerkungen                             |
| Jahr | Titel                                  | DE | AT | Anmerkungen                             |
| ---- | -------------------------------------- | --- | --- | --------------------------------------- |
| 1998 | We belong together: 6 Years of Success | DE29 (5 Wo.)DE | AT38 (1 Wo.)AT | Erstveröffentlichung: 24. August 1998   |
| 2016 | Back for Love                          | DE81 (1 Wo.)DE | — | Erstveröffentlichung: 25. November 2016 |

Weitere Kompilationen
- 2000: Golden Stars
- 2013: Love is everywhere – Greatest Hits (nur bei „Club Bertelsmann“ erhältlich)
- 2018: Greatest Hits & Remixes

### Singles
| Jahr | Titel Album                                           | Höchstplatzierung, Gesamtwochen, AuszeichnungChartplatzierungen (Jahr, Titel, Album, Platzierungen, Wochen, Auszeichnungen, Anmerkungen) | Höchstplatzierung, Gesamtwochen, AuszeichnungChartplatzierungen (Jahr, Titel, Album, Platzierungen, Wochen, Auszeichnungen, Anmerkungen) | Höchstplatzierung, Gesamtwochen, AuszeichnungChartplatzierungen (Jahr, Titel, Album, Platzierungen, Wochen, Auszeichnungen, Anmerkungen) | Anmerkungen                            |
| Jahr | Titel Album                                           | DE | AT | CH | Anmerkungen                            |
| ---- | ----------------------------------------------------- | --- | --- | --- | -------------------------------------- |
| 1995 | Love is everywhere Caught in the Act of Love          | DE10 Gold · (26 Wo.)DE | AT14 (8 Wo.)AT | CH8 (19 Wo.)CH | Erstveröffentlichung: 1. Februar 1995  |
| 1995 | My Arms keep missing you Caught in the Act of Love    | DE26 (19 Wo.)DE | — | CH42 (6 Wo.)CH | Erstveröffentlichung: 3. April 1995    |
| 1995 | Let this Love begin Caught in the Act of Love         | DE24 (17 Wo.)DE | AT27 (12 Wo.)AT | CH26 (18 Wo.)CH | Erstveröffentlichung: 14. August 1995  |
| 1995 | You know Caught in the Act of Love                    | DE17 (19 Wo.)DE | — | — | Erstveröffentlichung: 6. November 1995 |
| 1996 | Don’t walk away Forever Friends                       | DE9 (16 Wo.)DE | AT16 (12 Wo.)AT | CH10 (14 Wo.)CH | Erstveröffentlichung: 25. März 1996    |
| 1996 | Ain’t just another Story Forever Friends              | DE35 (11 Wo.)DE | — | — | Erstveröffentlichung: 8. Juli 1996     |
| 1996 | Bring back the Love Forever Friends                   | DE33 (10 Wo.)DE | — | CH10 (6 Wo.)CH | Erstveröffentlichung: 21. Oktober 1996 |
| 1997 | Do it for Love Vibe                                   | DE11 (9 Wo.)DE | AT29 (7 Wo.)AT | CH24 (4 Wo.)CH | Erstveröffentlichung: 21. April 1997   |
| 1997 | Babe Vibe                                             | DE35 (10 Wo.)DE | AT26 (7 Wo.)AT | — | Erstveröffentlichung: 28. Juli 1997    |
| 1998 | Baby come back We belong together: 6 Years of Success | DE10 (14 Wo.)DE | AT31 (5 Wo.)AT | CH29 (5 Wo.)CH | Erstveröffentlichung: 23. März 1998    |
| 1998 | Hold on We belong together: 6 Years of Success        | DE33 (7 Wo.)DE | — | — | Erstveröffentlichung: 23. Juli 1998    |
| 1998 | I wanna Stay with you Forever Solo 4 C.I.T.A.         | DE50 (9 Wo.)DE | AT39 (1 Wo.)AT | — | Erstveröffentlichung: 2. November 1998 |

Weitere Singles
- 1992: Gonna make you mine
- 1993: Hey you
- 1994: Take me to the Limit
- 1998: Mega-Hit-Mix
- 2015: Love is everywhere 2016
- 2016: Back for Love
- 2017: Celebration of Love

### Videoalben
- 1996: Videos, Live & Private (DE: ×3Dreifachgold )
- 1997: Forever Friends Tour Video (DE: Platin)

### Boxsets
- 2015: The Complete Single Collection
- 2016: Fan-Box
- 2019: Ultimate Fan-Box

## Auszeichnungen
- 1995
  - Goldener Löwe in der Kategorie Beste Newcomerband
  - Bravo Otto in Silber in der Kategorie Superband Pop
  - Hit Award in der Kategorie Beste Newcomerband
  - Popcorn Award in der Kategorie Beste Popband
- 1996
  - Bravo Otto in Bronze in der Kategorie Superband Pop
  - RSH-Gold in der Kategorie Newcomer[13]
- 1997
  - Bravo Otto in Bronze in der Kategorie Superband Pop
  - Pop/Rocky Hammerschlupf in Silber in der Kategorie Beste Band